# Mamatageri, Badami
Mamatageri là một làng thuộc tehsil Badami, huyện Bagalkot, bang Karnataka, Ấn Độ.